# Малый противолодочный корабль

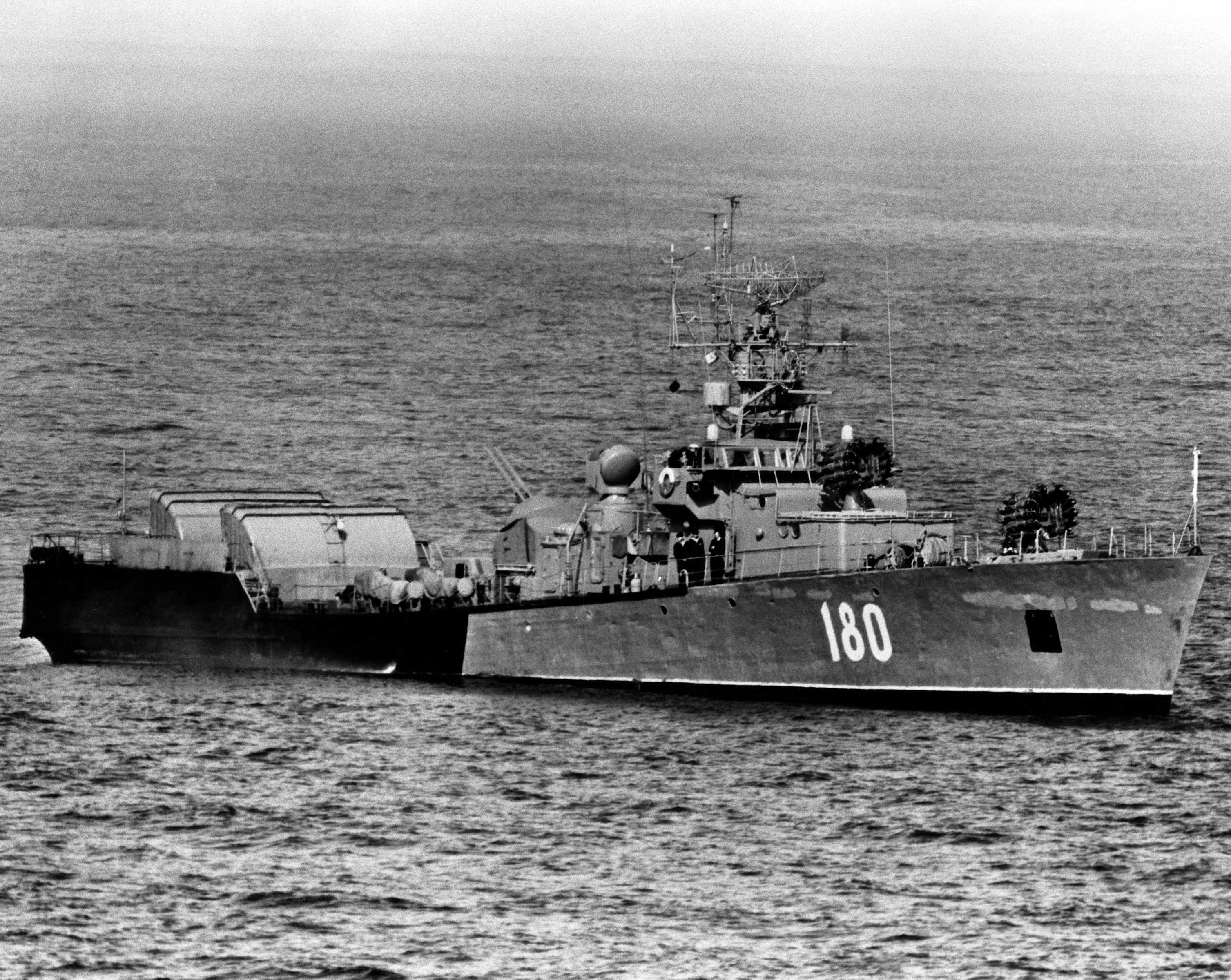
Малый противолодочный корабль проекта 204

Малый противолодочный корабль (сокращённо: МПК) — подкласс противолодочных кораблей по советской военно-морской классификации; в странах NATO  классифицируются как противолодочные корветы — англ. corvettes ASW (anti-submarine warfare). Предназначены для поиска, слежения и уничтожения подводных лодок в ближней морской и прибрежной зоне. 

## История

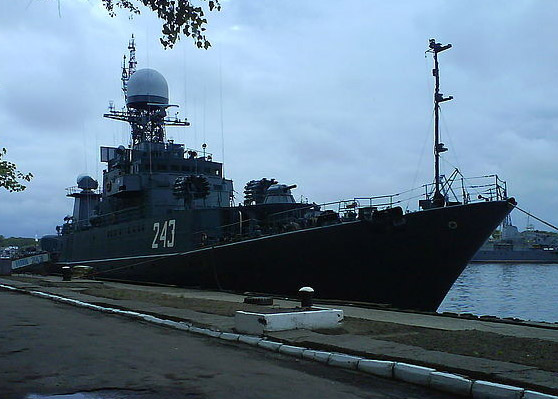
МПК-227 в малой гавани Балтийска

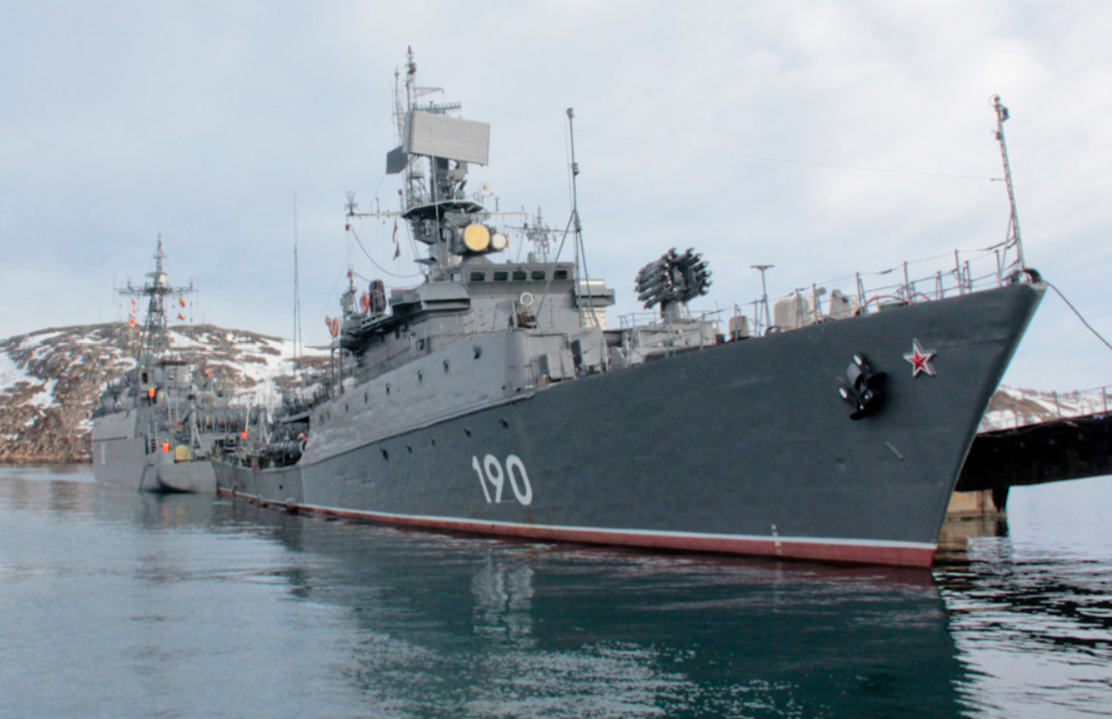
МПК «Мончегорск» Кольской флотилии

Малые противолодочные корабли стали логичным развитием проектов катеров охраны водного района: малых охотников типа МО-4 и проектов 199 и 201; больших охотников проектов 122, 122А, 122-бис (позднее переклассифицированых в МПК). Они предназначены для противолодочной борьбы в ближней морской и прибрежной зонах.
Первым специально разработанным в СССР типом малых противолодочных кораблей стал проект 204 (в 1960—1968 годах построено 63 — 66 единиц). В составе Черноморского флота ВМС СССР было 42 МПК (в т.ч. проектов 1124, 1141, 204).
Дальнейшим развитием подкласса МПК стали малые противолодочные корабли проекта 1124 и его модификаций (построена 71 единица в варианте МПК).

## Технические данные
(На примере МПК проекта 204) Водоизмещение 555 т., длина 58.3 м, ширина 8.1 м., осадка 3.09 м, максимальная скорость 35 узлов, экипаж 54 человека. Вооружение состояло из 4-х торпедных аппаратов, 2-х бомбометов и двухорудийной 57-мм артустановки.